# Steve Locher
Steve Locher (n. 19 septembrie 1967, Salins⁠(d), Cantonul Valais, Elveția) este un schior alpin ce a reprezentat Elveția, medaliat olimpic. A participat la 3 ediții ale Jocurilor Olimpice (1992, 1994, 1998) în care a câștigat o medalie de bronz.